# 在原滋春
在原 滋春（ありわら の しげはる）は、平安時代前期の歌人。右中将・在原業平の次男。在次君とも称される。官職は少将。

## 経歴
和歌作品が勅撰和歌集（『古今和歌集』（6首）、『新勅撰和歌集』1首）に7首入集。歌物語である『大和物語』の作者とも言われているが定かではない。甲斐国和戸で死去したという。

## 系譜
- 父：在原業平
- 母：不明[4]
- 妻：五条の御（藤原山蔭の姪）[5]
- 妻：在原仲平の娘
  - 次男：在原安平（882-945）
- 生母不明の子女
  - 長男：在原時春
  - 三男：在原高滋
  - 四男：在原仲滋